# FÉG 35M
O FÉG 35M era um fuzil de ação por ferrolho, com câmara para o cartucho 8×56mmR. Embora superficialmente ainda se pareça com a carabina 95/31M, era um novo projeto com um ferrolho que arma ao se fechar. Uma característica distintiva facilmente reconhecível foi a colocação da alavanca do ferrolho, que estava mais à frente do que no projeto de 1895. Foi usado pela Hungria nos anos que antecederam e durante a Segunda Guerra Mundial, e após a Segunda Guerra Mundial, antes de ser gradualmente eliminado pelos excedentes do Exército Vermelho e pelas carabinas Mosin-Nagant produzidas localmente.

## Detalhes do projeto
Após a Primeira Guerra Mundial, modificações foram feitas nas carabinas 95M, recalibrando as miras para o sistema métrico recém-adotado e, posteriormente, adotando o cartucho 8x56mmR desenvolvido pela Áustria. A análise do desempenho da 95M na Primeira Guerra Mundial revelou diversas deficiências: o Mannlicher de tração direta podia congelar no frio; os ferrolhos eram ajustados manualmente, não sendo intercambiáveis – sendo substituídos apenas por armeiros treinados; e o mecanismo de abertura do gatilho. No final, decidiu-se que o novo fuzil deveria usar um ferrolho rotativo mais simples e convencional, bem como uma baioneta de melhor qualidade.
Para atender aos novos requisitos, as forças armadas húngaras e a FÉG adotaram a ação do Mannlicher-Schönauer, derivada do ferrolho do Gewehr 88, que também era usado nos Mannlichers romenos e holandeses. Um protótipo, conhecido como 33.M, foi produzido em pequenas séries para testes em 1933. O protótipo diferia do 35.M final nos seguintes aspectos:
- A baioneta do tipo Gewehr 98 foi substituída por um arranjo de travessa e botão de pressão modelado na Berthier de um protótipo anterior de 1923,[3] mas com uma lâmina plana e não uma cruciforme propriamente dita;[4]
- a alavanca do ferrolho foi movida para a frente na frente da ponte do receptor para fortalecer a ação;
- a parte metálica do receptor que separa o antebraço da coronha foi movida para trás, ao redor do carregador, para a mesma posição que no Lee-Enfield;
- a tampa deslizante do receptor do tipo Arisaka foi abandonada.

Na mesma época, a Steyr-Solothurn propôs um projeto competitivo baseado na modernização do ŒWG 1917 G98, que foi produzido em série na China, mas nunca adotado.
Todas as molas do fuzil, exceto a da mira, são molas helicoidais. A nova trava de segurança podia ser acionada tanto com o fuzil engatilhado quanto desengatilhado. O cano foi alongado e a distância entre as alça e a massa de mira foi aumentada. Uma coronha de duas peças, de estilo britânico, evitou a necessidade de importar madeira extremamente estável em termos de dimensões.

## 43M e Gewehr 98/40
Durante a Segunda Guerra Mundial, a cooperação militar com a Alemanha e a escassez de fuzis Mauser K98k padrão do exército alemão levaram a modificações no 35M. Ele foi convertido para o cartucho padrão alemão 7,92×57 IS com um carregador embutido totalmente fechado, a alavanca do ferrolho foi inclinada, o encaixe da baioneta foi alterado para aceitar baionetas alemãs e algumas alterações foram feitas na montagem da bandoleira. Além disso, o fuzis foi adotado para usar clipes Mauser padrão de 5 cartuchos e suas miras foram recalibradas para corresponder à balística do cartucho 7,92 mm IS.
No serviço alemão, esta arma modificada era conhecida como G98/40. A Hungria também adotou esta versão, ligeiramente modificada, como 43M.